# مصطفی اوزکان
مصطفی اوزکان (انگلیسی: Mustafa Özkan؛ زادهٔ ۲۱ فوریهٔ ۱۹۷۵) بازیکن فوتبال اهل ترکیه است.
از باشگاه‌هایی که در آن بازی کرده‌است می‌توان به باشگاه فوتبال آنکاراگوچو، باشگاه ورزشی کوکائلی اسپور، باشگاه فوتبال بشیکتاش، باشگاه فوتبال گراس‌هاپر زوریخ، باشگاه ورزشی گوزتپه، باشگاه فوتبال دنیزلی اسپور، باشگاه فوتبال چای‌کار ریزه‌اسپور، باشگاه ورزشی استانبول‌اسپور، باشگاه ورزشی گنچلربیرلیغی، باشگاه فوتبال آنتالیااسپور، باشگاه فوتبال نورنبرگ، باشگاه فوتبال دیاربکرسپور، و باشگاه ورزشی مالاتیااسپور اشاره کرد.
وی همچنین در تیم ملی فوتبال ترکیه بازی کرده‌است.